# Estádio 25 de Novembro
O Estádio 25 de Novembro é um estádio multi-uso localizado na cidade de Moquegua, capital da região de Moquegua, no Peru. Fica situado a 1.410 metros de altitude.
O estádio é de propriedade do Instituto Peruano do Esporte, e é utilizado pelo Cobresol FBC para a disputa da Segunda Divisão do Campeonato Peruano de Futebol.
O estádio foi inaugurado em 2009 com um jogo entre o Cobresol e o América Cochahuayco, no qual o time da casa venceu por 1-0. Tinha uma capacidade para 9.000 espectadores, enquanto em construção. Agora que está terminado, a sua capacidade é de 21.000 espectadores.